# Follinus Emil
Kis-csernai Follinus Emil, Follinusz (Pest, 1850. július 11. – Újpest, 1918. december 1.) MÁV-ellenőr, lapszerkesztő, színműíró. Follinus János és Lukácsy Antónia fia, Follinus Aurél bátyja.

## Életútja
Középiskoláit Kolozsvárt és Aradon végezte és a pesti egyetemen jogot hallgatott, majd 1873-ban a magyar királyi államvasutak szolgálatába lépett. 
Költeményei a Fővárosi Lapokban jelentek meg (1869. sat.)
Fordított operetteket és vígjátékokat, melyek előadatásuk sorrendje szerint a következők: Könnyű lovasság (Arad, 1866.), Kékszakálú herczeg (Arad, 1867.), Ujév éjszaka (Arad, 1868.), Az én albumom (Arad, 1868.), Tulipatan szigete (Arad, 1869.), Zuávok (első magyar operette 3 felv., zenéje Káldy Gyulától, Arad, 1869.), Faust (Debreczen 1870.), A római fuvolás (Arad 1871.)
Írt költeményt a Fővárosi Lapokba (1869.), Zágrábi karcolatokat a Pesti Hirlapba (1878. Milán név alatt); 1879-ben és 1884-ben a Honnak állandó zágrábi levelezője volt; ugyanekkor a zágrábi pénzügyi tisztviselők számára a magyar nyelv elsajátítása végett nyitott tanfolyam tanára volt.
Szerkesztette Balogh Arthurral a Vasuti Lapokat 1893. okt. 15-től és a Szárnyas Kerék c. vasúti almanachot 1894-re Budapesten.

## Munkái
- A nevető Magyarország. A legujabb adomák egyetemes gyűjteménye. Bpest, 1887. (Gracza Györggyel együtt.)
- A szárnyas kerék. Elbeszélések, rajzok, karczolatok a vasuti életből. Bpest, 1892. (Balogh Arthurral együtt.)